# Luas
Luas (pronunciat [ˈl̪ˠuəsˠ] ; que en irlandès significa "velocitat") és un sistema de tramvia / tren lleuger a Dublín, Irlanda. Hi ha dues línies principals: la Línia Verda, que va començar a funcionar el 30 de juny del 2004, i la Línia Roja, que es va inaugurar el 26 de setembre del 2004. Des d'aleshores, les dues línies s'han ampliat i desdoblat en diferents branques cap als afores de la ciutat. Des del 2017, les dues línies es creuen i connecten al centre de Dublín. El sistema compta ara amb 67 estacions i 42.5 km de vies, que el 2018 van transportar 41 milions de passatgers, un augment de l'11,2% respecte el 2017.

## Història
La idea d'un nou sistema de tramvia o tren lleuger per a la ciutat de Dublín va ser suggerida per primera vegada l'any 1981, per un informe de Dublin Transportation Initiative (DTI), que feia referència als tramvies de Dublín originals, que tenien més de 60 km i arribant a la major part de la ciutat. Arran d'aquest informe, se li va demanar a Córas Iompair Éireann (CIÉ), l'operador de transport públic estatal d'Irlanda, que estudiés diferents opcions. Van recomanar dues fases per a la construcció d'un sistema de tramvia:
- Fase 1: de Tallaght a Dundrum/Balally a través del centre de la ciutat
- Fase 2: de Ballymun al centre de la ciutat i Dundrum/Balally a Sandyford.

La Llei de transport de 1996 va crear un marc legal perquè el CIÉ construís un sistema de tramvia, i el maig de 1997 la companyia va sol·licitar una ordre de ferrocarril lleuger per construir la primera fase, així com la part de Dundrum/Balally a Sandyford de la fase 2.

### Llançament
La data de llançament original de Luas havia de ser l'any 2003, però els retards en la construcció van fer que aquesta data s'endarrerís un any. Durant la construcció, es va fer una campanya publicitària per informar a la ciutadania del desenvolupament del sistema. La construcció va acabar el febrer del 2004 i va començar un període de proves i formació de conductors. El 30 de juny de 2004 es va fixar com a data oficial del llançament de la Línia Verda. El primer tramvia va entrar en servei per al públic general a les 15h. Van tenir lloc diversos dies de viatges gratuïts i un cap de setmana divertit en família per posar en marxa el sistema. La Línia Vermella es va inaugurar el 26 de setembre del 2004, amb sis dies de viatge gratuïts per al públic en general.

#### Ciutat de Luas Cross
El juny de 2010 es van finalitzar els plans per unir les dues rutes de Luas. El 20 de maig de 2011, l'Ajuntament de Dublín va presentar comunicacions a l'audiència oral d' An Bord Pleanála a la línia BXD afirmant que l'Autoritat de Planificació tenia una gran preocupació amb el sistema de cablejat aeri al centre històric de la ciutat, demanant una zona sense cables.

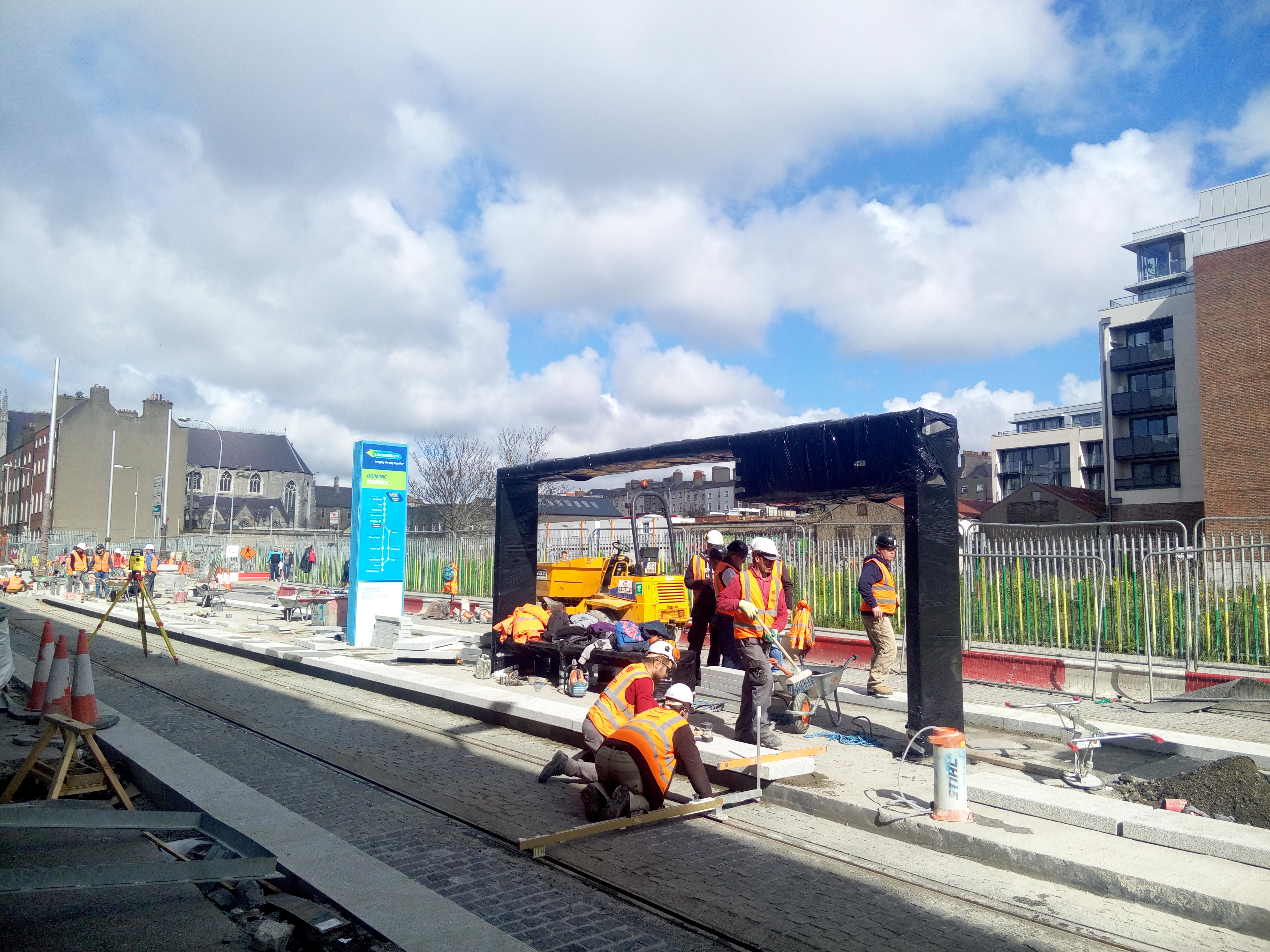
Construcció de la parada de Dominick a la línia Luas Cross City, al carrer Dominick Lower

Luas Cross City és una extensió de la Línia Verda que enllaça amb la Línia Vermella i continua cap al nord fins a Broombridge al nord de Dublín (intercanviador amb l'estació d'Iarnród Éireann). L'ampliació va començar a la parada de la Línia Verda Verda de St Stephen. La construcció va començar el juny de 2013, i els serveis van començar el desembre de 2017.

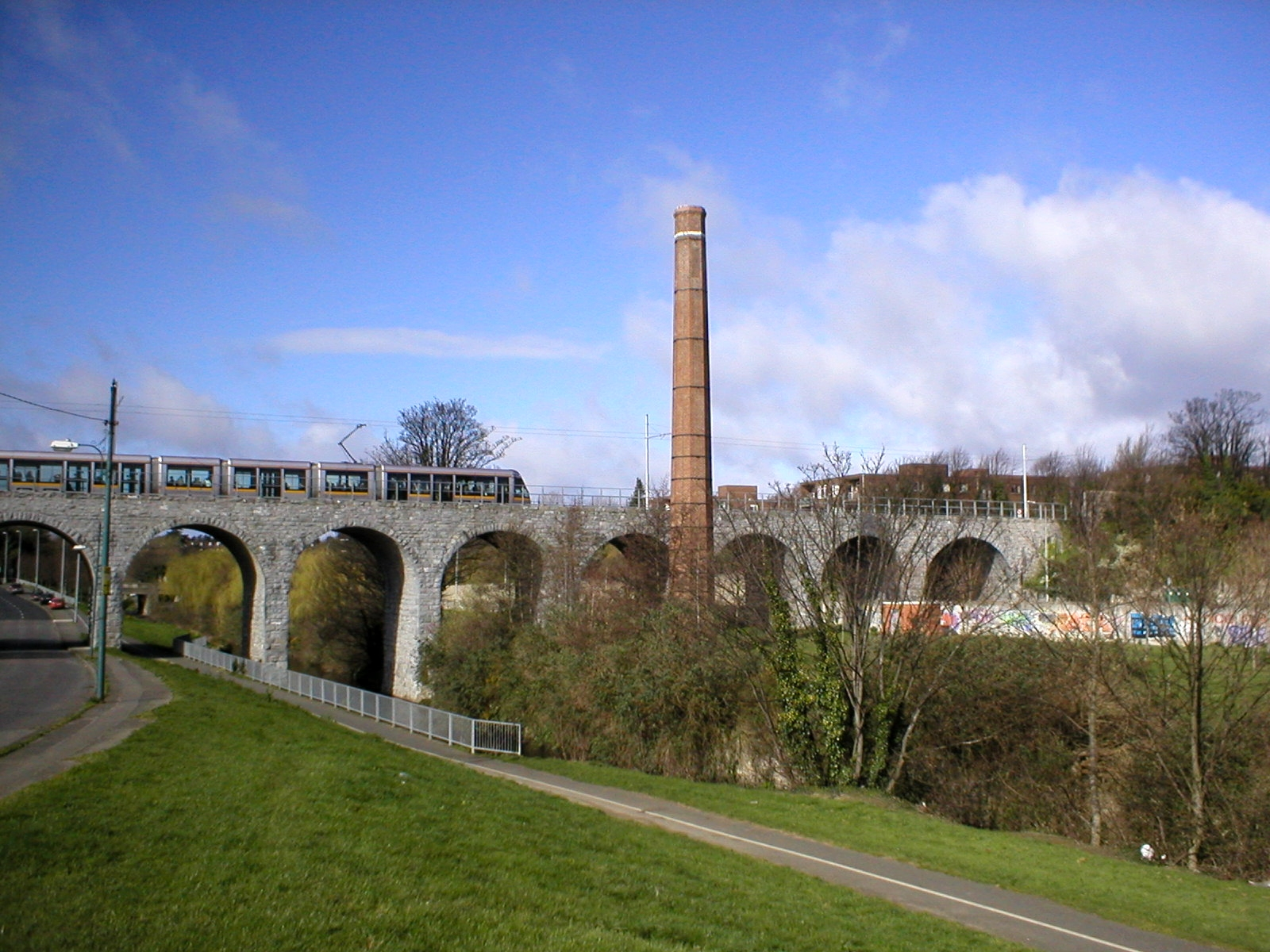
El pont dels nou arcs a la línia verda a Milltown

 